# پردنیزولون
پردنیزولن (به انگلیسی: Prednisolone)
رده درمانی: گلوکوکورتیکوئید
اشکال دارویی: آمپول، قرص‌ها

## موارد مصرف
پردنیزولون دارای خواص ضدالتهابی و اثر سرکوب دستگاه ایمنی بدن را دارد. پردنیزولون کمک می‌کند تا تورم، قرمزی، خارش، و واکنش‌های حساسیتی کاهش یابند. همچنین در درمان بیماری‌های گوناگونی مانند نفروتیک، آسم، آرتریت، نارسایی آدرنال، مشکلات پوستی، حساسیت شدید، کمک درمان ویروس کرونا کاربرد دارد. این دارو باید بعد غذا مصرف شود.
درهنگام مصرف این دارو باید مصرف سدیم کم شود و مصرف پتاسیم افزایش پیدا کند.

## مکانیسم اثر
پردنیزولون با پیوند برگشت ناپذیر به گیرنده‌های گلوکوکورتیکوئید نوع آلفا و بتا عمل می‌کند. گیرنده‌های گلوکوکورتیکوئید نوع آلفا و بتا تقریباً در سراسر بافت‌های بدن وجود دارند.

## عوارض جانبی
عوارض جانبی ناشی از استفاده از پردنیزولون شامل موارد زیر است:
- افزایش اشتها، افزایش وزن، تهوع و بی‌حالی
- افزایش خطر عفونت
- حوادث قلبی-عروقی
- اثرات پوستی از جمله قرمزی صورت، کبودی/تغییر رنگ پوست، اختلال در بهبود زخم، نازک شدن پوست، بثورات پوستی، تجمع مایعات و رشد غیرطبیعی مو
- هایپرگلیسمی؛ بیماران مبتلا به دیابت ممکن است نیاز به افزایش دوز انسولین یا درمان‌های دیابتی دیگر داشته باشند.
- اختلالات قاعدگی در زنان
- پاسخ کمتر به هورمون‌ها، به خصوص در زمان‌های استرس‌زا مانند جراحی یا بیماری
- تغییر در الکترولیت‌ها: افزایش فشار خون، افزایش سدیم و کاهش پتاسیم، منجر به آلکالوز می‌شود.
- اثرات بر سیستم گوارش: ورم در لایهٔ داخلی معده، برگشت‌پذیر آنزیم‌های کبدی و خطر زخم معده.
- ناهنجاری‌های عضلانی و اسکلتی، مانند ضعف/از دست دادن عضله، پوکی استخوان (به پوکی استخوان ناشی از استروئید مراجعه کنید)، شکستگی استخوان‌های بلند، پارگی تاندون، و شکستگی کمر.
- اثرات عصبی، از جمله حرکات غیرارادی (تشنج)، سردردها و سرگیجه.
- اختلالات روانی-اجتماعی رفتاری و عاطفی[۶] که پرخاشگری یکی از شایع‌ترین علائم یا نشانه‌های شناختی است، به‌ویژه در استفاده نوع خوراکی دارو.[۷]
- سوراخ شدن تیغه بینی و سوراخ شدن روده (در برخی شرایط پاتولوژیک)[۸][۹]
- ترک پردنیزولون پس از مصرف طولانی مدت یا دوز بالا می‌تواند منجر به نارسایی غده فوق کلیوی شود.[۱۰]

### بارداری و شیردهی
اگرچه هیچ مطالعه انسانی عمده‌ای در مورد استفاده از پردنیزولون در زنان باردار وجود ندارد، اما مطالعات روی چندین حیوان نشان می‌دهد که ممکن است باعث نقص‌های مادرزادی از جمله افزایش احتمال شکاف کام شود.
پردنیزولون در شیرِ مادرانی که پردنیزولون مصرف می‌کنند یافت می‌شود.

### اثرات نامطلوب موضعی در چشم

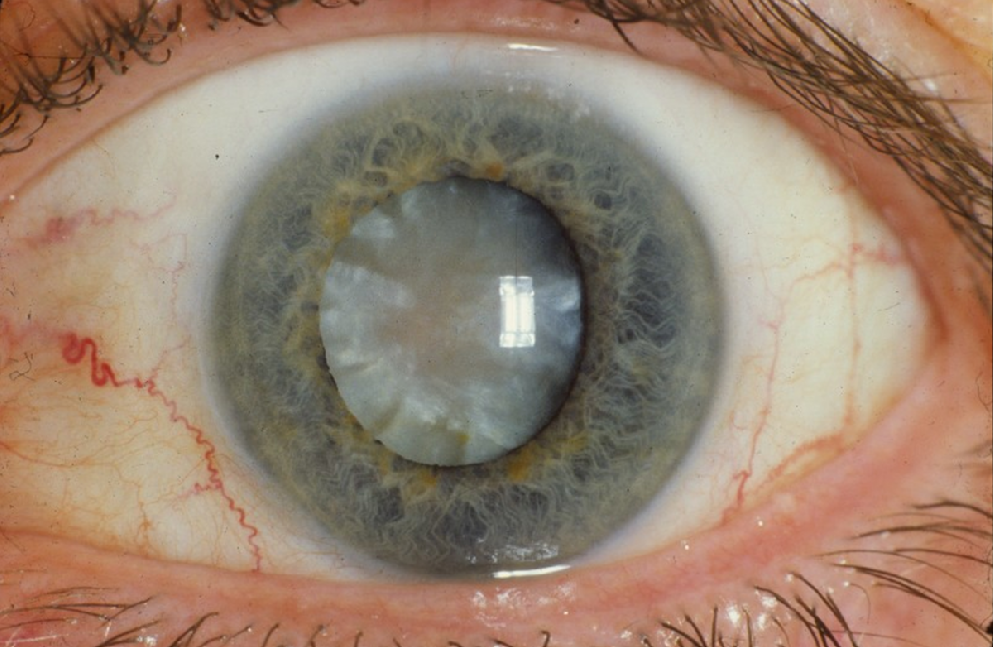
آب مروارید

آب مروارید: استفاده طولانی مدت از کورتیکواستروئیدها ممکن است باعث کدر شدن پشت عدسی شود که به عنوان آب مروارید کپسول خلفی نیز شناخته می‌شود. این نوع آب مروارید مسیر نور را از رسیدن به چشم کاهش می‌دهد که در دید خواندن فرد اختلال ایجاد می‌کند. مصرف قطره چشمی پردنیزولون پس از جراحی نیز ممکن است روند بهبودی را به تأخیر بیندازد.
نازک شدن قرنیه: وقتی کورتیکواستروئیدها در طولانی مدت استفاده می‌شود، نازک شدن قرنیه و صلبیه نیز یکی از پیامدهای آن است. در صورت عدم توقف، نازک شدن ممکن است در نهایت منجر به سوراخ شدن قرنیه شود.
آب‌سیاه: استفاده طولانی مدت از کورتیکواستروئیدها می‌تواند باعث افزایش فشار داخل چشمی (IOP)، آسیب رساندن به عصب بینایی و تضعیف بینایی شود. کورتیکواستروئیدها باید با احتیاط در بیماران مبتلا به بیماری‌های همزمان آب‌سیاه استفاده شوند. پزشکان IOP بیماران را در صورتی که بیش از ۱۰۳ روز از قطره‌های چشمی کورتیکواستروئید استفاده کنند، پیگیری می‌کنند.